# Zenon Park
Zénon Park est un village rural de la Saskatchewan, au Canada. Fondé par des Franco-américains, il est aujourd'hui bilingue et accueille de nombreux Fransaskois.

## Histoire
Le village de Zenon Park a été fondé par un petit groupe de Franco-Américains en 1910. Il s’agissait de Canadiens français exilés aux États-Unis ayant servi de main d’œuvre dans les villes manufacturières de la Nouvelle-Angleterre. Ils voyaient d’un œil favorable ces riches terres agricoles de l’ouest canadien que leur vantait le prêtre colonisateur, l’abbé Philippe-Antoine Bérubé. Pour dix dollars, l’immigrant devenait propriétaire d’une terre de cent soixante acres.
Au printemps de 1910, un petit groupe de Pawtauket et New Bedford — Castonguay, Bachand, Favreau, Henley, Carpentier, Gélinas, Valois, Chamberland, Delage, Caouette, Soucy, Foucher, Courteau — quitte les États-Unis en direction de Winnipeg au Manitoba. Il rejoint un contingent de Montréal, un convoi de quatorze 'chars' (wagons) de train transportant quatre cents immigrants. Les rangs grossissent à huit cents avant l’arrivée du convoi à Prince Albert, au nord de la Saskatchewan. Après un voyage exploratoire désastreux sur des terres arides et sablonneuses au nord de Prince-Albert, un groupe de 60 à 70 personnes se rend en train dans la région de Tisdale. Ils se fraient un chemin jusqu’aux environs du village actuel et découvrent un endroit où la terre est riche et noire sur la surface et de glaise dans les profondeurs. Les pionniers vivront sous la tente à la manière des Amérindiens le temps de se construire des maisons. Il faut défricher les terrains à la hache pour pouvoir cultiver. Quand les hommes manquent de tabac, ils fument de l’écorce de tremble. La première église est construite en 1913, au sud du cimetière actuel. Tous les colons signent un billet de vingt dollars pour défrayer les dépenses. L’abbé Émile Dubois, un Breton de Rambouillet, préside aux travaux et fait venir une cloche pour le clocher.
« Il se dépensait sans compter pour ses ouailles. Les gens se rappellent encore de le voir passer, nu pieds, les pantalons relevés aux genoux, ses bottines sur l’épaule, pour aller faire le catéchisme dans les écoles qui s’ouvrirent l’une après l’autre dans le district » .
En 1915, le village adopte officiellement le nom de Zenon Park. Raymond Courteau accompagnera Zénon Chamberland au bureau de poste de New Osgoode pétitionner Ottawa pour créer un bureau de poste chez lui. Pour ce faire il faut proposer un nom. Le nom proposé par l’abbé Dubois est celui de Marie-Mont, un nom de France. Mais comme des noms semblables existent déjà, notamment Mai Mont et Pré-de-Ste-Marie, la responsable des postes refuse.
Voici un extrait d’une entrevue accordée par M. Raymond Courteau à l’anthropologue Carmen Roy :

« En tous les cas, Mariemont, ça faisait pas à Ottawa. I’s ont dit; trouvez un autre nom. P’is c’te M. Chamberland, I’était pas b’in, bi’n instruit. I’savait lire et écrire, c’est à peu près toute. I‘me demande moi, si j’voulais aller avec lui. La maîtresse de poste du village voisin, New Osgoode, dans l’temps, alle reçoit une lettre d’Ottawa avisant M. Zénon Chamberland … en tous les cas i’recevait sa malle là … d’aller là pour choisir un nom pour la place. Fa’t qu’i’me d’mande pour aller avec lui. J’ai dit : c’est correct, m’en va’s y aller. Ca fa’t qu’on avait un p’tit « buggy » (pr. à l’anglaise) dans l’temps, pas d’automobile, pas d’ch’min. Ca fa’t qu’on va là. Et p’is fallait trouver un mom. Alle avait le nom elle de Mariemont, p’is alle dit : I’s veulent pas accepter ça à Ottawa. Alle dit : trouvez un autre nom. Ca fa’t qu’on charche. Ca fa’t que j’dis : quoi c’est qu’on va faire. Bi’n alle dit : j’m’en va’s vous suggérer un nom moé. Alle dit : vous allez appeler ça Zénon, pa’c’que lui son premier nom c’était Zénon, p’is on avait un p’tit parc dans c’temps-là. Le dimanche on s’réunissait chez lui, à un mille et demie au sud du village, p’is on s’amusait un peu l’dimanche : jouer à la boule p’is ainsi d’suite, jaser. Alle dit : vous avez un parc su’ ta terre. On a dit : oui. P’is c’était en anglais quand on parlait avec elle. Ca fa’t qu’alle dit : on va appeler ça Zenon Park. Alle dit : t’as un parc su’ ta terre, p’is ton premier nom c’est Zénon. Ca fa’t qu’c’est bon. Alle envoye le nom de Zenon Park à Ottawa, p’is c’est comme ça que notre nom a été accepté à Ottawa depu’s c’temps-là. Mé on a un p’tit peu des fois des p’tites difficultés, voyez-vous. Eux autres à Ottawa, p’is la station ici, c’est P_A_R_K. En anglais c’est P-A-R-K. Bon. P’is ceux qui tiennent beaucoup à la langue française, marquent Zénon Parc, P-A-R-C.
- Mais, si c’était français, ça serait Parc Zénon. En mettant Zenon Park, vous êtes obligés de mettre un K.
- Oui, bi’n la station du CNR, voyez-vous, alle a ses affiches ici là, Zenon Park, P-A-R-K. Bon.
- Oui, C’est pour ça que j’ai dit Zenon Park.
- Le bureau d’poste, son étampe est encore P-A-R-K. Ca fa’t qu’on peut pas changer ça. Malgré qu’si’y’en a qui adressent des lettres ici P-A-R-C, c’est bon, ça vient. Mé le vrai nom, c’est P-A-R-K. »

Près de cent ans après la fondation de Zenon Park, l’épellation du nom est restée un sujet de controverse. Les patriotes du village insistent toujours sur l’épellation française: Z-É-N-O-N P-A-R-C .

## Démographie
| 2001 | 2006 | 2011 | 2016 |
| ---- | ---- | ---- | ---- |
| 231  | 192  | 187  | 194  |